# Papín
Papín (em húngaro: Papháza) é um município da Eslováquia, situado no distrito de Humenné, na região de Prešov. Tem 25,88 km² de área e sua população em 2018 foi estimada em 951 habitantes.

## Demografia
| Ano:        | 1994 | 2004   | 2014   | 2024    |
| ----------- | ---- | ------ | ------ | ------- |
| Broj ljudi: | 1110 | 1075   | 999    | 869     |
| Razlika:    |      | -3,15% | -7,06% | -13,01% |

| Ano:               | 2023 | 2024   |
| ------------------ | ---- | ------ |
| Número de pessoas: | 868  | 869    |
| Diferença:         |      | +0,11% |